# White Hall (Alabama)
 White Hall, Alabama és una població dels Estats Units a l'estat d'Alabama. Segons el cens del 2000 tenia 1.014 habitants.

## Demografia
Segons el cens del 2000, White Hall tenia 1.014 habitants, 361 habitatges, i 266 famílies La densitat de població era de 25,3 habitants/km².
Dels 361 habitatges en un 40,4% hi vivien nens de menys de 18 anys, en un 33,5% hi vivien parelles casades, en un 35,7% dones solteres, i en un 26,3% no eren unitats familiars. En el 23,5% dels habitatges hi vivien persones soles el 10,8% de les quals corresponia a persones de 65 anys o més que vivien soles. El nombre mitjà de persones vivint en cada habitatge era de 2,81 i el nombre mitjà de persones que vivien en cada família era de 3,33.
Per edats la població es repartia de la següent manera: un 32,4% tenia menys de 18 anys, un 10,1% entre 18 i 24, un 25,7% entre 25 i 44, un 20,8% de 45 a 60 i un 10,9% 65 anys o més.
L'edat mediana era de 31 anys. Per cada 100 dones hi havia 77 homes. Per cada 100 dones de 18 o més anys hi havia 70,8 homes.
La renda mediana per habitatge era de 18.158 $ i la renda mediana per família de 21.875 $. Els homes tenien una renda mediana de 20.885 $ mentre que les dones 18.125 $. La renda per capita de la població era de 10.062 $. Aproximadament el 29,4% de les famílies i el 31,7% de la població estaven per davall del llindar de pobresa.

## Poblacions més properes
El següent diagrama mostra les poblacions més properes.